# Benjamin Košut
Benjamin Košut (24. srpna 1822 Černilov – 25. dubna 1898 Praha) byl český evangelický teolog, duchovní, spisovatel a publicita. Spolu se svým bratrem Bedřichem Vilémem Košutem se stal se okolo roku 1848 jednou z vůdčích osobností české evangelické církve, kvůli svému působení byl posléze suspendován. Jeho syn Jaromír Břetislav Košut byl jedním z prvních českých orientalistů.

## Život

### Mládí
Narodil se v Černilově nedaleko Hradce Králové do české tradičně evangelické rodiny faráře Jana Košuta, v minulosti postižené náboženskou perzekucí vůči protežovanému katolicismu. Studoval teologii v Modré u Velehradu, Prešpurku (Bratislava) a ve Vídni, vysvěcen na kněze byl roku 1845. Následně působil jako vikář u svého bratra v Krouně, posléze působil v Telecí u Poličky.

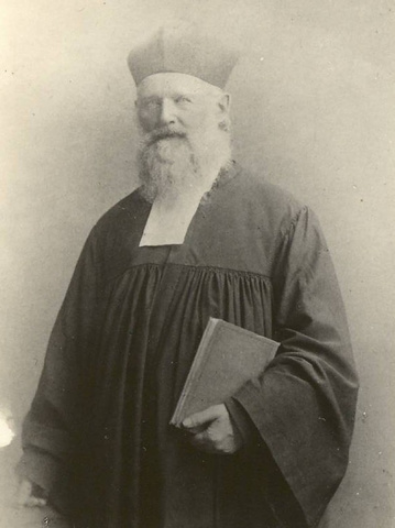
Bratr Bedřich Vilém Košut

### V Praze
Koncem 40. let se přesunul za svým bratrem Bedřichem Vilémem do Prahy a kolem revolučního roku 1848 se výrazně zapojil do snah o vytvoření samostatného českého evangelického sboru helvetského. V roce 1849 začali bratři společně s farářem a teologem Josefem Růžičkou vydávat první český evangelický časopis nazvaný Českobratrský hlasatel. V srpnu roku 1850 Bedřich Vilém Košut jakožto soukromník zakoupil odsvěcený kostel svatého Klimenta na Novém Městě za 27 500 zlatých získaných sbírkou od věřících, kde byly nadále pořádány bohoslužby, čímž byl vytvořen pražský evangelický sbor. Benjamin zde rovněž sloužil jako kazatel.

### Neoabsolutismus
Během nástupu tzv. Bachova neoabsolutismu byl Bedřich Vilém Košut jako vůdčí osobnost sboru roku 1851 zatčen a odsouzen na čtyři roky vězení v jihorakouském Klagenfurtu, posléze odešel do nábožensky liberálnějšího Německa. Benjamin Košut po něm převzal vedení pražského sboru, posléze byl však, rovněž z politických důvodů, postaven mimo kněžskou službu.

### Úmrtí
Benjamin Košut zemřel 25. dubna 1898 v Praze ve věku 75 let. Pohřben byl v rodinné hrobce na německém evangelickém hřbitově ve Strašnicích.
Jeho synem byl orientalista a etnograf Jaromír Břetislav Košut. Zemřel na sepsi roku 1880.